# Fox Plaza (Los Angeles)

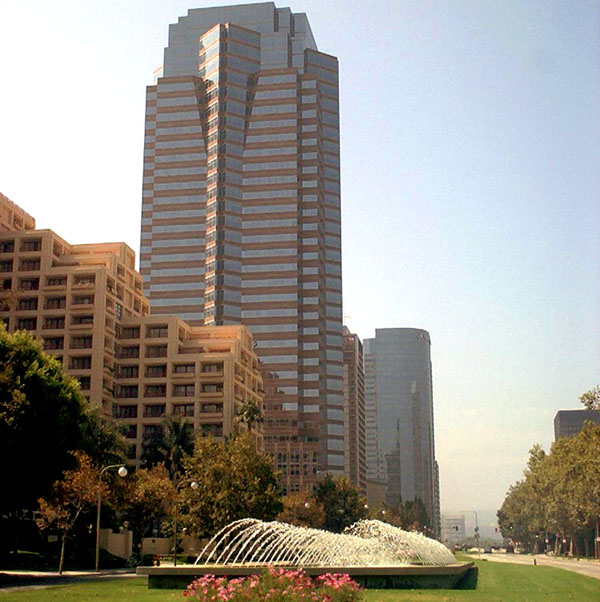
Fox Plaza

Fox Plaza is een 150 meter hoge wolkenkrabber met 34 verdiepingen in de wijk Century City in Los Angeles. Het gebouw werd opgeleverd in 1987 en is getekend door de architecten Scott Johnson, Bill Fain en William L. Pereira. Het gebouw is eigendom van The Irvine Company en wordt gebruikt als hoofdkantoor van filmmaatschappij 20th Century Fox.
Het gebouw is te zien in meerdere films. In de eerste Die Hard film speelt het een belangrijke rol onder de naam "Nakatomi Plaza". Ook de rock-'n-roll-komediefilm Airheads en de openingsscène van de actiefilm Speed zijn hier opgenomen. In de Amerikaanse soap opera
The Bold and the Beautiful wordt de buitenzijde van het gebouw gebruikt als het hoofdkantoor van de fictieve uitgever Spencer Publications, eigendom van het karakter  
Bill Spencer jr.
Voormalig Amerikaans president Ronald Reagan had enkele jaren een appartement op de 34ste etage van het gebouw nadat hij zich publiekelijk terugtrok.